# Korianderpilört
Persicaria odorata är en slideväxtart. Persicaria odorata ingår i släktet pilörter, och familjen slideväxter.

## Underarter
Arten delas in i följande underarter:
- P. o. conspicua
- P. o. macrantha
- P. o. odorata